# Flávio Dias
{{Info/Futebolista
| nome               = Flávio Dias
| imagem             = 
| nomecompleto       = Flávio Dias Ribeiro
| apelido            = Flávio Dias
| datadenascimento   = 12 de abril de 1978 (46 anos)
| cidadenatal        = Santos, São Paulo
| paisnatal          = Brasil
|nacionalidade      = brasileiro
| altura             = 1,81 m
| peso               = 81 kg
| actualclube        = 
| clubenumero        = 
| posição            = ex-atacante
| jovemanos          = 1996
| jovemclubes        = Portuguesa Santista
| ano                = 1997
1998
1999
2000
2001
2002<br Gremio São Carlense 2003
2004
2005
2005/>2006
2007
2008
2009
2010 Ypiranga de Erechim - RS />2011 Aluminium Hormozgan FC- IR 
| clubes             = Portuguesa Santista
Daytona Tigers
Orlando Sundogs
Santos
Jabaquara
Sãocarlense
Portuguesa Santista
Pelotas
Grêmio
Pelotas
Académica de Coimbra
Avaí
15 de Novembro
Zorya Luhansk
Pelotas
Iraklis
Ypiranga de Erechim
Ituano
{{Futebol Rio Claro}
Ypiranga de Erechim
Aluminium Hormozgan
| jogos(golos)       = 

00017 00(18)
00012 000(2)
00022 00(18)
00008 000(1)

00008 000(0)

00010 000(7)
| anoselecao         = 
| selecaonacional    = 
| partidasselecao    = 
| pcupdate           = 
| tupdate            = 7 de abril de 2010
| ntupdate           = 
}}
Flávio Dias Ribeiro, mais conhecido como Flávio Dias (Santos, 12 de abril de 1978), é um ex-futebolista brasileiro que atuava como atacante.

## Carreira
Flávio Dias passou por clubes brasileiros, estadunidenses, portugueses e ucranianos e gregos.

## Artilharia
- Artilheiro do Campeonato Gaúcho - 2003 (18 gols)[1]